# Code page 850

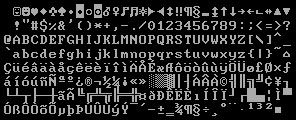
Repertorio di caratteri

La code page 850 (CCSID 850, nota anche come CP 850, IBM 00850, OEM 850, DOS Latin 1) è una code page utilizzata nei sistemi operativi DOS e EPOC16 di Psion nell'Europa occidentale. A seconda dell'impostazione del paese e della configurazione del sistema, la tabella codici 850 è la code page principale e la code page OEM predefinita in molti paesi, incluse vari paesi anglofoni (ad es. Regno Unito, Irlanda e Canada), mentre altri (come gli Stati Uniti) utilizzano per impostazione predefinita la code page hardware 437.

## Descrizione
La code page 850 differisce dalla code page 437 in quanto molti dei caratteri di box-drawing, lettere greche e simboli vari sono stati sostituiti con lettere latine aggiuntive con segni diacritici, migliorando così notevolmente il supporto per le lingue dell'Europa occidentale (tutti i caratteri a partire dall'ISO 8859-1 sono inclusi). Allo stesso tempo, le modifiche causavano frequenti problemi di visualizzazione, all'interno dei programmi che utilizzavano caratteri di box-drawing per visualizzare in modalità testo interfacce simili a GUI.
Nel 1998, venne derivata da questa code page la code page 858, cambiando il punto di codice 213 (D5hex) dalla i senza punto ‹ı› al simbolo dell'euro ‹€›. Nonostante ciò, il PC DOS 2000 di IBM, presentato nel 1998, aveva cambiato la definizione della code page 850 in quella che è stata chiamata modified code page 850, includendo il simbolo dell'euro al punto di codice 213 invece di aggiungere il supporto per la nuova code page 858. Il motivo potrebbe essere dovuto alle restrizioni esistenti nell'implementazione della logica di commutazione della codepage sotto MS-DOS/PC DOS, che limitava i file .CPI a 64 KB di dimensione o un massimo di circa sei code page, una limitazione che è stata aggirata in alcune versioni OEM di MS-DOS e in Windows NT, mentre non esiste in DR-DOS. Inoltre, il parser in MS-DOS/PC DOS limita il numero di possibili voci di paese / code page nei file COUNTRY.SYS a un massimo di 146 o 438, una limitazione inesistente in DR-DOS. Quindi, l'aggiunta del supporto per la code page 858 potrebbe aver significato eliminarne un altro (es. codepage 850) allo stesso tempo, che potrebbe non essere stata una soluzione praticabile in quel momento, dato che alcune applicazioni erano cablate per utilizzare la codepage 850.
Successivamente, i sistemi hanno gradualmente e in gran parte sostituito la code page 850 con Windows-1252, che contiene tutte le stesse lettere e successivamente con Unicode. La linea Windows NT era nativamente Unicode fin dall'inizio, ma i problemi di supporto degli strumenti di sviluppo e la compatibilità con Windows 9x hanno spinto gli sviluppatori a mantenere la maggior parte delle applicazioni nelle code page a 8 bit.

## Set di caratteri
Ogni carattere viene visualizzato con il suo punto di codice Unicode equivalente. Viene mostrata solo la seconda metà della tabella (punti di codice 128–255), la prima metà (punti di codice 0–127) è la stessa della code page 437.
|        | _0       | _1     | _2     | _3     | _4     | _5     | _6     | _7     | _8     | _9     | _A     | _B     | _C     | _D     | _E     | _F        |
| ------ | -------- | ------ | ------ | ------ | ------ | ------ | ------ | ------ | ------ | ------ | ------ | ------ | ------ | ------ | ------ | --------- |
| 8_ 128 | Ç 00C7   | ü 00FC | é 00E9 | â 00E2 | ä 00E4 | à 00E0 | å 00E5 | ç 00E7 | ê 00EA | ë 00EB | è 00E8 | ï 00EF | î 00EE | ì 00EC | Ä 00C4 | Å 00C5    |
| 9_ 144 | É 00C9   | æ 00E6 | Æ 00C6 | ô 00F4 | ö 00F6 | ò 00F2 | û 00FB | ù 00F9 | ÿ 00FF | Ö 00D6 | Ü 00DC | ø 00F8 | £ 00A3 | Ø 00D8 | × 00D7 | ƒ 0192    |
| A_ 160 | á 00E1   | í 00ED | ó 00F3 | ú 00FA | ñ 00F1 | Ñ 00D1 | ª 00AA | º 00BA | ¿ 00BF | ® 00AE | ¬ 00AC | ½ 00BD | ¼ 00BC | ¡ 00A1 | « 00AB | » 00BB    |
| B_ 176 | ░ 2591   | ▒ 2592 | ▓ 2593 | │ 2502 | ┤ 2524 | Á 00C1 | Â 00C2 | À 00C0 | © 00A9 | ╣ 2563 | ║ 2551 | ╗ 2557 | ╝ 255D | ¢ 00A2 | ¥ 00A5 | ┐ 2510    |
| C_ 192 | └ 2514   | ┴ 2534 | ┬ 252C | ├ 251C | ─ 2500 | ┼ 253C | ã 00E3 | Ã 00C3 | ╚ 255A | ╔ 2554 | ╩ 2569 | ╦ 2566 | ╠ 2560 | ═ 2550 | ╬ 256C | ¤ 00A4    |
| D_ 208 | ð 00F0   | Ð 00D0 | Ê 00CA | Ë 00CB | È 00C8 | ı 0131 | Í 00CD | Î 00CE | Ï 00CF | ┘ 2518 | ┌ 250C | █ 2588 | ▄ 2584 | ¦ 00A6 | Ì 00CC | ▀ 2580    |
| E_ 224 | Ó 00D3   | ß 00DF | Ô 00D4 | Ò 00D2 | õ 00F5 | Õ 00D5 | µ 00B5 | þ 00FE | Þ 00DE | Ú 00DA | Û 00DB | Ù 00D9 | ý 00FD | Ý 00DD | ¯ 00AF | ´ 00B4    |
| F_ 240 | SHY 00AD | ± 00B1 | ‗ 2017 | ¾ 00BE | ¶ 00B6 | § 00A7 | ÷ 00F7 | ¸ 00B8 | ° 00B0 | ¨ 00A8 | · 00B7 | ¹ 00B9 | ³ 00B3 | ² 00B2 | ■ 25A0 | NBSP 00A0 |

  Lettera   Numero   Punteggiatura   Simbolo   Altro   Differenze rispetto alla code page 437